# Thyrsia lateralis
Thyrsia lateralis is een keversoort uit de familie boktorren (Cerambycidae). De wetenschappelijke naam van de soort is voor het eerst geldig gepubliceerd in 1819 door Johan Wilhelm Dalman.
De soort komt voor in Brazilië.